# 東京グローブ座
東京グローブ座（とうきょうグローブざ、英語：The Globe Tokyo）は、東京都新宿区百人町に建つ劇場である。

## 概要
この「東京グローブ座」と、隣接する高層マンション「西戸山タワーホームズ」は、1980年代に当時の中曽根康弘首相が「民間活力導入による国有財産の有効活用」を提唱したことで誕生した。
当時、新宿区百人町三丁目に道路を挟んで「新宿住宅」と「西戸山住宅」の二つの公務員宿舎があったが、西戸山住宅を改築高層化することで一本化し、新宿住宅の広大な敷地を国から民間に売却し、再開発するという計画だった。
1983年（昭和58年）12月、三菱地所などデベロッパー56社の均等出資によって、新宿西戸山開発が設立。社長には三菱地所の中田乙一会長が就任した。施設全体の設計監理は三菱地所ほか8社で構成される西戸山設計管理共同体が担当、環境デザインを磯崎新・泉真也に委嘱した。
1984年（昭和59年）に居住者の立ち退きが始まり、都内各所の他の公務員宿舎へ転出を余儀なくされた。公務員としての立場上、無条件で国に従う形となったが、転居費用の補助は一切なかった。また、再開発計画について最初に直接通知はなく、前年秋のマスコミ報道で初めて事態を知ることになった。
1985年（昭和60年）11月に都市計画決定の告示を受け、翌1986年（昭和61年）1月、国と新宿西戸山開発は国有財産売買契約を締結した。
仮称「SNT団地」と呼ばれ、1986年（昭和61年）2月から5月にかけて敷地内の既存建屋（旧新宿住宅の3～４階建て12棟と集会所・給水塔）を解体、新たな建物群（西戸山タワーホームズ25階建て３棟と東京グローブ座）が6月に着工、1988年（昭和63年）3月竣工を迎えた。
完成した施設は高層部分と低層部分に分かれており、外観がシルバーグレーの高層部は25階建て3棟の集合住宅全576戸から成り、ピンク系の低層部にはポストモダンを基調としたカルチャー施設を設け、中曽根首相から「文化施設を」のツルの一声で劇場が備えられ、アネックス、広場も配された。

### 東京グローブ座
文化・交流施設は「シェークスピア・グローブセンター」と名付けられ、カルチャー教室のほか約700人収容の多目的ホール「東京グローブ座」が整備された。このホールは17世紀初頭ロンドンに実在したシェークスピア劇の劇場「第二グローブ座」を模したもので、数少ない文献と遠景を描いたエッチングをもとに磯崎新アトリエが基本的なスケッチを描き、当時の空間形式を抽象化して現代建築にあてはめる形で西戸山設計管理共同体が設計した。高さ十九メートル、円形のバルコニー風の二、三階席が舞台を囲む。舞台は一階客席に八メートル張り出し、門口十三メートル、奥行き十五メートル、高さ十一メートルで迫りもある。開場から2002年（平成14年）まで松下電器産業（現：パナソニック）が協賛していたことから、一時期は「パナソニック・グローブ座」の名称が使用されていた。

### 旧ジャニーズ事務所傘下に
開場以来、シェークスピアに関係する企画公演で知られてきたが、累積赤字が解消できないため、2002年7月末で休館。10月に旧ジャニーズ・グループが取得し、グループ会社の東京・新・グローブ座による管理・運営に移行した。以後、旧ジャニーズ事務所所属の俳優・タレント主演のミュージカル公演を中心に、他の演劇・ミュージカル・コンサートなども上演されている。

## 西戸山タワーホームズ
住戸をコの字型に配し全周バルコニー形式にしたほか、中庭側の開放型廊下により2方向避難が可能であるなど安全性を高めた。各住戸は都心永住型とし容易に間仕切りの変更ができるようにし、2棟のアネックスにはワンルーム型住宅付属室85室を設けた。独自の雰囲気をもつ西欧風の四つの広場など、全敷地およそ7割が公開空地とされ約1万本の植栽も実施され、都心にありながら、不動産相場よりもずっと安い価格が大評判になり、十年間にわたる転売禁止など厳しい申し込み条件もあいまって、契約時は大きな話題となった。

## 沿革
- 1988年（昭和63年）
  - 3月 - 施設竣工。
  - 4月8日 - 「東京グローブ座」開場。シェイクスピア作品の上演を主に、海外の劇団を招いて公演を行う。
  - 夏 - オックスフォード演劇団の来日公演の際、同大学にかつて留学していた今上天皇（当時は浩宮）が来場、観劇。
- 1989年（昭和64年/平成元年）1月 - 高萩宏が制作担当支配人に就任（1996年6月まで）。
- 1991年（平成3年） - シェイクスピア作品を上演するユニット「グローブ座カンパニー」を発足。
- 2000年（平成12年）12月31日 - 同日から元旦に跨って、大江千里のライブ『BOYS&GIRLS FOREVER』が行われ、21世紀を迎えた。
- 2002年（平成14年）
  - 7月末 - 赤字が重なり一時休館。
  - 10月10日 - 旧ジャニーズ事務所が買収。「東京グローブ座」の名称は変えないまま、10月18日から嵐の主演映画『ピカ☆ンチ LIFE IS HARDだけどHAPPY』を公開して再スタート[8]。
- 2003年（平成15年） - 半年間閉鎖し改装工事に入る。
- 2004年（平成16年）1月15日 - 改装記念公演『ロミオとジュリエット』（東山紀之主演）が上演開始。
- 2018年（平成30年）12月9日 - 第71回全日本フェンシング選手権大会に於いて男女個人種目（サーブル、エペ、フルーレ）決勝戦のすべての試合を本施設にて開催した[9][10]。